# デュラブ
デュラブ（Doulab、1982年 - 2009年）とはイギリスの競走馬、種牡馬である。アメリカ生産。父Topsiderはノーザンダンサー直仔種牡馬。イギリスなどで現役生活を送ったのち、アイルランドで種牡馬となり、その後日本に輸出された。

## 戦績
2歳時から3歳時にかけてイギリスを中心におもに芝の短距離戦で活躍した。
- ジムクラックステークス（イギリス・G2・6F）1着
- コーンウォリスステークス（イギリス・G3・5F）1着
- ミドルパークステークス（イギリス・G1・6F）2着
- フライングチルダーズステークス（イギリス・G2・5F）2着
- メルトン賞（イタリア・G2・6F）2着

通算12戦4勝（内訳：3歳時7戦3勝、4歳時5戦1勝/イギリス9戦4勝、イタリア1戦0勝、西ドイツ2戦0勝）

## 種牡馬として
引退後には種牡馬となる。はじめアイルランドで5シーズン供用されたがめぼしい成績を残せず、1991年日本に輸出され、1992年に供用が開始された。日本では初年度よりG1（フェブラリーステークス）馬となったシンコウウインディ、東京盃を制したサカモトデュラブが活躍、その後間もなくしてジャパンダートダービーを制したトーシンブリザード、鎌倉記念で2着に2秒6差の大差勝ちをしたエスプリフェザントなどダートの活躍馬を輩出。産駒の活躍もあり2001年には149頭の種付けを記録したが、その後、高齢による種付頭数の減少のために2005年、北海道浦河の日高スタリオンステーションから熊本県の本田土寿牧場へ移動となった。
基本的にはダートの短距離〜マイルもしくはマイル〜中距離を守備範囲とし、比較的早い時期から活躍する産駒が多い。また、芝ではこれと言った成績がない。

### 主な産駒

#### グレード制重賞及びダートグレード競走優勝馬
- 1993年産
  - シンコウウインディ（フェブラリーステークス、平安ステークス、ユニコーンステークス）
  - サカモトデュラブ（東京盃）
- 1998年産
  - トーシンブリザード（全日本3歳優駿、*京浜盃、*羽田盃、*東京王冠賞、東京ダービー、ジャパンダートダービー、かしわ記念）

#### 地方重賞優勝馬
- 1994年産
  - キヌガサキングオー（新緑賞）
  - メモリーデュラブ（マイル争覇）
- 1995年産
  - ヘイセイラッキー（サラ・クイーン特別）
- 1996年産
  - エアーホースワン（北関東菊花賞）
  - タイコウレジェンド（テレビ埼玉杯）
- 1997年産
  - フジヤマデュラブ（播磨賞）
- 1998年産
  - レタセモア（スプリングカップ、ゴールドウィング賞、中京盃）
  - メグミウイナー（トパーズカップ）
- 2001年産
  - アルトタイガー（ライデンリーダー記念、サラ・クイーンカップ）
- 2002年産
  - エスプリフェザント（鎌倉記念）
  - ダンシングスキー（飛燕賞、九州ダービー栄城賞）
  - マツリダパレス（桐花賞、不来方賞）
  - ケイアイダンシング（園田フレンドリーカップ）
- 2003年産
  - ビッグマウス（華月賞）
- 2004年産
  - ドリームインラブ（門松賞）

## 血統表
| デュラブの血統（ノーザンダンサー系 / My Babu 5x3%=15.63%、Nearco 4x5=9.38%、Hyperion 5×5=6.25%） | デュラブの血統（ノーザンダンサー系 / My Babu 5x3%=15.63%、Nearco 4x5=9.38%、Hyperion 5×5=6.25%） | デュラブの血統（ノーザンダンサー系 / My Babu 5x3%=15.63%、Nearco 4x5=9.38%、Hyperion 5×5=6.25%） | （血統表の出典）      | （血統表の出典） |
| 父 Topsider 1974 鹿毛                                                                            | 父の父Northern Dancer 1961 鹿毛                                                                  | Nearctic                                                                                         | Nearco                | Nearco           |
| 父 Topsider 1974 鹿毛                                                                            | 父の父Northern Dancer 1961 鹿毛                                                                  | Nearctic                                                                                         | Lady Angela           |                  |
| 父 Topsider 1974 鹿毛                                                                            | 父の父Northern Dancer 1961 鹿毛                                                                  | Natalma                                                                                          | Native Dancer         | Native Dancer    |
| 父 Topsider 1974 鹿毛                                                                            | 父の父Northern Dancer 1961 鹿毛                                                                  | Natalma                                                                                          | Almahmoud             |                  |
| 父 Topsider 1974 鹿毛                                                                            | 父の母Drumtop 1966 鹿毛                                                                          | Round Table                                                                                      | Princequillo          | Princequillo     |
| 父 Topsider 1974 鹿毛                                                                            | 父の母Drumtop 1966 鹿毛                                                                          | Round Table                                                                                      | Knight's Daughter     |                  |
| 父 Topsider 1974 鹿毛                                                                            | 父の母Drumtop 1966 鹿毛                                                                          | Zonah                                                                                            | Nasrullah             | Nasrullah        |
| 父 Topsider 1974 鹿毛                                                                            | 父の母Drumtop 1966 鹿毛                                                                          | Zonah                                                                                            | Gambetta              |                  |
| 母 Passerine 1977 栗毛                                                                           | 母の父Dr.Fager 1964 鹿毛                                                                         | Rough'n Tumble                                                                                   | Free For All          | Free For All     |
| 母 Passerine 1977 栗毛                                                                           | 母の父Dr.Fager 1964 鹿毛                                                                         | Rough'n Tumble                                                                                   | Roused                |                  |
| 母 Passerine 1977 栗毛                                                                           | 母の父Dr.Fager 1964 鹿毛                                                                         | Aspidistra                                                                                       | Better Self           | Better Self      |
| 母 Passerine 1977 栗毛                                                                           | 母の父Dr.Fager 1964 鹿毛                                                                         | Aspidistra                                                                                       | Tilly Rose            |                  |
| 母 Passerine 1977 栗毛                                                                           | 母の母Pashamin 1966 鹿毛                                                                         | My Babu                                                                                          | Djebel                | Djebel           |
| 母 Passerine 1977 栗毛                                                                           | 母の母Pashamin 1966 鹿毛                                                                         | My Babu                                                                                          | Perfume               |                  |
| 母 Passerine 1977 栗毛                                                                           | 母の母Pashamin 1966 鹿毛                                                                         | Tir an Oir                                                                                       | Tehran                | Tehran           |
| 母 Passerine 1977 栗毛                                                                           | 母の母Pashamin 1966 鹿毛                                                                         | Tir an Oir                                                                                       | Golden Penny F-No.1-p |                  |